# Anolis vanzolinii
Anolis vanzolinii är en ödleart som beskrevs av  Williams, Orces, Matheus, Bleiweiss 1996. Anolis vanzolinii ingår i släktet anolisar, och familjen Polychrotidae. Inga underarter finns listade i Catalogue of Life.